# Hrymailiv
Hrymailiv (en ukrainien : Гримайлів ; en Grzymałów ; en yiddish : רימאלאוו, Rimalov) est une commune urbaine du raïon de Tchortkiv, dans l'oblast de Ternopil, en Ukraine. Sa population s'élevait à 1 753 habitants en 2022.

## Histoire
La localité a été fondée en 1595 et la famille Loudzitski avait fait construire en château fort en pierre au-dessus de la rivière Hnyla. Pendant la Seconde Guerre mondiale, elle fut occupée par l'Allemagne nazie de 1941 à 1944. Pendant l'occupation de la ville, les Allemands assassinèrent environ 2 530 Juifs. Ces exécutions de masse se déroulèrent dans le cadre de la  Shoah par balles, en juillet, octobre et novembre 1941 ainsi qu'en avril 1942. Parmi les destructions de la guerre, le château fut ruiné puis démantelé pour ses pierres à la période soviétique.

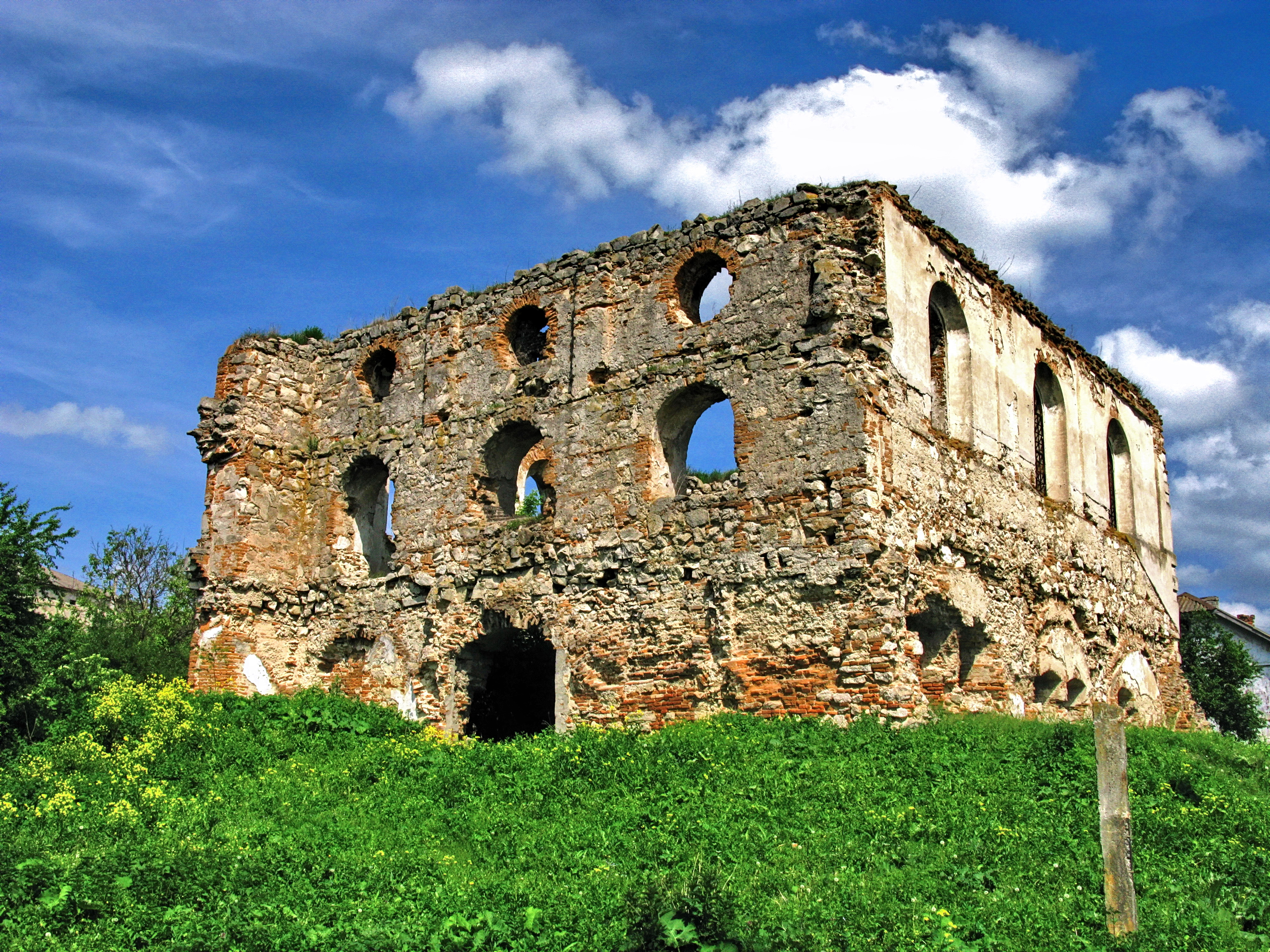
Ruines de l'ancienne synagogue de la ville classée[4].
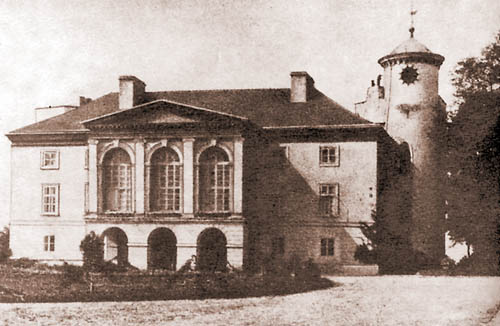
L'ancien château fort classée[5].

## Personnalités
- Ivan Puluj (1845-1918), physicien et inventeur dans le domaine de l'imagerie médicale[6].
- Jakob Altenberg (1875–1944), marchand d'art, vendeur des tableaux d'Hitler.